# Physematium neomexicanum
Physematium neomexicanum — вид родини вудсієвих (Woodsiaceae), поширений у Північній Америці.

## Біоморфологічний опис
Стебла компактні від прямовисних до висхідних; луски переважно рівномірно коричневі, але принаймні деякі двоколірні з темною центральною смугою та блідо-коричневими краями, вузько-ланцетні; залишків ніжок листків від мало до багато. Листки 4–30 × 1.5–6 см. Ніжки листка світло-коричневого чи солом'яного кольору коли зрілі, іноді темніші біля основи, відносно крихкі й легко ламаються. Листові пластини від лінійної до ланцетоподібної форми, зазвичай перисто-перисто-роздільні проксимально, від майже голих до рідко залозистих; пера від яйцювато-дельтоподібних до еліптичних, більші в довжину ніж ширину, різко звужені до округлої або широко гострої вершини; сегменти зубчасті, часто дрібнолопатеві. Спори в середньому 44–52 мкм. 2n = 152.

## Середовище проживання
Зростає у Північній Америці: США (Аризона, Нью-Мексико, пд. Колорадо, зх. Техас, цн. Оклахома, пд. Дакота); Мексика (Коауїла, Нуево-Леон, Тамауліпас, Сакатекас). Населяє скелі та скелясті схили; зазвичай на піщанику або магматичних субстратах; на висотах від 300 до 3500 метрів.